# 팬퍼시픽 챔피언십
팬퍼시픽 챔피언십(Pan-Pacific Championship)은 메이저 리그 사커, 중국 슈퍼리그, A리그 멘, J리그, K리그 팀들 간의 축구 토너먼트 대회이다.

## 역사
2006년 12월 대한민국, 멕시코, 미국, 오스트레일리아, 일본, 중국의 각 리그 우승 팀이 하와이주 호놀룰루에서 참가하는 대회를 만들어 2007년 7월에 개최할 예정이었지만 개최되지 않았다. 이후 2007년 11월 29일 하와이주 호놀룰루에서 이 대회의 공식 발표가 이루어졌다.
2008년 2월에 개최된 1회 대회에서는 MLS컵 우승 팀인 휴스턴 다이너모와 J리그 컵 우승 팀인 감바 오사카가 참가하였고, A리그에서는 준우승 팀 시드니가 참가하였다. 원래 또 예정된 한 팀은 멕시코의 파추카였는데 참가가 불발되자 로스앤젤레스 갤럭시가 대신 참여하였다. 오스트레일리아는 당초 A리그 우승 팀이 참여할 계획이었지만 오스트레일리아 대표팀이 참가하는 2010년 FIFA 월드컵 예선 경기 일정, A리그 프릴리미네리 파이널, A리그 그랜드 파이널 일정과 겹치는 점을 감안하여 결선 라운드 준결승전에서 탈락한 시드니 FC가 참여하였다.
2009년에는 대한민국과 중국이 참가하였다. 2010년 대회, 2011년 대회는 열리지 않았으며 2012년 대회는 하와이안 아일랜즈 인비테이셔널이라는 이름으로 개최되었다.

## 역대 대회
| 연도   | 우승               | 점수                   | 준우승              | 3위                 | 점수  | 4위              | 장소          |
| ------ | ------------------ | ---------------------- | ------------------- | ------------------- | ----- | ---------------- | ------------- |
| 2008년 | 감바 오사카        | 6 - 1                  | 휴스턴 다이너모     | 로스앤젤레스 갤럭시 | 2 - 1 | 시드니 FC        | 미국 호놀룰루 |
| 2009년 | 수원 삼성 블루윙즈 | 1 - 1 (승부차기 4 - 2) | 로스앤젤레스 갤럭시 | 오이타 트리니타     | 2 - 1 | 산둥 루넝 타이산 | 미국 카슨     |

## 클럽별 우승 횟수
| 클럽                | 우승       | 준우승     |
| ------------------- | ---------- | ---------- |
| 감바 오사카         | 1회 (2008) |            |
| 수원 삼성 블루윙즈  | 1회 (2009) |            |
| 휴스턴 다이너모     |            | 1회 (2008) |
| 로스앤젤레스 갤럭시 |            | 1회 (2009) |

## 같이 보기
- 하와이안 아일랜즈 인비테이셔널